# ジョサイア・バートレット
ジョサイア・バートレット（英: Josiah Bartlett、1729年11月21日-1795年5月19日）は、アメリカ合衆国の医者、政治家である。アメリカ独立戦争のときの大陸会議では、ニューハンプシャーの代議員となり、アメリカ独立宣言に署名した。後にニューハンプシャー州最高裁判所の主席判事、および知事になった。

## 生い立ちと初期の経歴
ジョサイア・バートレットは、マサチューセッツのエイムズベリーでスティーブン・バートレットとハンナ＝メアリー・ウェブスター・バートレット夫妻の4番目の息子（5人目）として生まれた。父のスティーブンはリチャード・バートレットとハンナ・エメリー・バートレット夫妻の息子だった。祖母のハンナ・エメリーは大変著名な家の出身だった。バートレットは公立学校に通ったが、学業の成績は卓越していた。16歳になるまでの勉強で、ラテン語の基礎を築き、ギリシャ語もいくらか学んだ。同じ年に医学の勉強も始め、エイムズベリーのオードウェイ博士の診療所で働いた。1750年、21歳になる前にニューハンプシャーのロッキンガム郡キングストンに移転し、医師の看板を掲げて医院を始めた。
当時のキングストンは数百家族しかいない辺境の開拓地であった。もし切り傷を縫い合わせ、整体を行い、発熱を治療できる者がおれば、たとえ教育を受けた証明書が無くとも歓迎された。バートレット医師はそれができ、郡のその地域では唯一の医師だったので、その医院は繁盛した。それで土地を買い農園を追加して信用を得た。
1754年1月15日、ニュートンのメアリー・バートレットと結婚した（ハーバード大学図書館に残っている系図記録によれば、ハンナ・ウェブスターと結婚したことになっている）。メアリーはバートレットの従姉妹であり、叔父ジョセフの娘だった。二人は、1789年7月14日にメアリーが死ぬまで仲の良い夫婦だった。11人の子供に恵まれることになった。メアリー（1754年生）、ロイス（1756年生）、ミリアム（1756年生）、ローダ（1760年生）、ハンナ（1762年に幼児で死亡）、リーバイ（1763年生）、ジョサイア（1765年生、同年死亡）、ジョサイア（1768年生）、エズラ（1770年生）、サラ（1773年生）、ハンナ（1776年生、幼児で死亡）であった。息子のうちの3人と孫のうちの5人がやはり医者になった。

## 政歴
バートレットはキングストンの政治でも活動的となり、1765年に植民地議会の議員に選ばれた。1767年、郡民兵隊の大佐となり、知事のジョン・ウェントワースからは治安判事に指名された。アメリカ独立戦争が近付くと、そのホイッグ的考え方のためにウェントワース知事とは反対の立場になった。
1774年、植民地議会の通信委員会に参加し、他の12植民地の革命指導者と共に働き始めた。その年遅くにウェントワース知事が議会の解散、すなわち閉会を行うと、その後継である革命的（また違法の）議会の議員に選ばれた。この頃、火事で家を失うことになるが、これは反対党のトーリーの仕業だと言われている。家族を農園の家に移し、即座に家の再建を始めた。革命議会がバートレットとジョン・ピッカリングを大陸会議の代議員に指名したものの、家族の世話をする必要があったために辞退するしか無く、ニューハンプシャーの中で活動するに留まっていた。1775年にニューハンプシャーから追放されたウェントワース知事の最後の行動で、バートレットは判事、民兵大佐および議会議員の任務を外された。

## 大陸会議
1775年、バートレットは再び大陸会議代議員に選ばれ、この時と1776年の会期には出席した。実のところ、1775年遅くと1776年初めにニューハンプシャーから出席した代議員はバートレットだけだった。大陸会議の仕事の多くが委員会で行われた。その中でも最も重要なものは各植民地からの代議員が出ていたので、バートレットはそれらの全てに参加することになった。安全、秘密、軍需品、海事および市民政府の委員会があった。これら委員会では詳細まで理解し懸命に働いたので、大陸会議の中で最も影響力ある一員となった。ただし、代議員全員による議論ではあまり活発ではなかった。
ニューハンプシャーの議会と安全委員会には事情を手紙で報告し続けたので、ウィリアム・ホィップルとマシュー・ソーントンが代議員に追加されフィラデルフィアに到着した。1776年にイギリスからの独立という議論が公式に取り上げられたとき、最北の植民地代表として、バートレットが一番に賛否を問われ、バートレットは賛成を表明した。1776年8月2日、アメリカ独立宣言の正本に代議員が署名するとき、バートレットの順序は議長のジョン・ハンコックに続いて2人目だった。
1777年、それまでの活動による疲労を訴えて代議員を辞退した。しかし、イギリス軍の脅威があった8月のベニントンの戦いではその医術を使ってジョン・スタークの部隊に従軍した。
1778年にも代議員に再選され、連合規約を起草する委員会で働いた。しかし、規約が採択された後で、家事の都合でニューハンプシャーに戻った。バートレットはあまりに長く家族のことをほったらかしにしていたと感じたので、連邦政府に対する奉仕はこれが最後となった。実際にバートレットが1776年に大陸会議に務めている間、妻のメアリーは農園を運営し、家の再建を最後まで監督し、9人の子供の面倒を見、さらにハンナを生んでいた。

## その後の経歴
1778年はニューハンプシャー邦内に留まっていたが、1779年、判事に復帰し一般訴訟裁判所で働いた。1782年には法律家ではないものの、ニューハンプシャー邦最高裁判所判事に指名された。実際に当時の法律家の見解では、年長の判事が法の歴史をほとんど知らなかった時よりも判事は決して良くなっていないというものだった。
1788年、バートレットはニューハンプシャー州最高裁判所主席判事となった。同じ年にニューハンプシャー州におけるアメリカ合衆国憲法批准会議の代議員となり、一時期は議長も務めた。批准成立のために強く働きかけ、1788年6月21日に批准が成立した。新しいニューハンプシャー州議会はバートレットをアメリカ合衆国上院議員に選出したが、バートレットは辞退した。

## 州知事
1790年、バートレットが生涯掛けて尽くしたことが最高の認識を得ることになった。議会にニューハンプシャー州医学会の設立を認めさせたことであった。また圧倒的多数でニューハンプシャー州の主席執行官に選ばれた。1791年と1792年は知事（President）を務めた。1792年に新しい州憲法が効力を発揮するようになっても、新しい知事(governor)としてその職を継続した。1794年、4年間の任期後に健康を害して辞任し、翌年死んだ。
この任期中、新しい州憲法が成立し、それに伴う法令集が有効となり、州債の早期償還が設定された。活発に農業や製造業を奨励し、道路を改良し、運河建設の計画が始まった。

## 医者としての経歴
バートレットは45年間医療に携わった。現代の観点からすれば、このことだけでも偉大な業績である。大学で訓練を受けた訳でもなく、学歴は14歳で終わっていた。実際には、他の医者のところで修業し、20歳の時には開業した。しかし、何をすべきかを進んで考え、瀉血のような伝統的療法を避けた。その評判は1754年には確立された。
キングストン地区では1735年頃に「咽喉ディステンパー」と呼ばれる発熱と潰瘍の疫病が流行った。成人にとっても重い病気だったが、子供の場合、特に幼ければそれだけ命取りになりかねなかった。1754年にこの病気が再流行したとき、バートレット医師は単にいくつかの使える薬を処方し、キナ皮が症状を和らげて快復に向かわせることを発見した。
バートレットは医療技術が急速に進歩している時代に生きた。広く書を読み、技量を身につけまた良心的な仕事で成果を残し成功した医者となった。ニューハンプシャー州医学会を設立しその初代会長になった。1790年には息子のエズラのダートマス大学卒業式で祝辞を述べた。この栄誉はバートレットがアメリカ独立宣言の署名者であり、ニューハンプシャー州知事に新しく選ばれたことにもよっていた。しかし、ある面ではその医者としての経歴を認められたものだった。息子が学位を得たのと同じ日に名誉医学博士号を授けられた。

## 余生、死、および遺産
バートレットはキングストンの家に隠棲し、1795年5月19日にそこで死んだ。遺骸はキングストンにあるプレインズ墓地の妻の隣に埋葬された。バートレットの家系の者が今もその家に住んでおり、一年中案内してくれる。エイムズベリーの町広場にはバートレットの銅像が立っている。ニューハンプシャー州コンコードの州議会議事堂には、ジョナサン・トランブルの描いたもの複製肖像画が架かっている。ニューハンプシャー州バートレットはその名前に因んで名付けられ、その主要道路からはジョサイア・バートレット小学校が見える。ニューハンプシャー州ノースコンウェイのすぐ北の町は「バートレット」という名前である。

## 大衆文化の中で
NBCテレビの人気有るシリーズ・ドラマ『ザ・ホワイトハウス』では大統領の名前をジョサイア・エドワード・バートレット（Dr. Josiah Edward "Jed" Bartlet）としている。マーティン・シーンが演じるその役柄はニューハンプシャー州出身の元知事で下院議員でもあり、独立宣言に署名したニューハンプシャー住民の直系子孫となっている。